# Katla (sèrie de televisió)
Katla (estilitzat com a KATLA) és una sèrie de televisió dramàtica islandesa estrenada a Netflix el 17 de juny de 2021, dirigida per Baltasar Kormákur i creada juntament amb Sigurjón Kjartansson.

## Argument
Un any després de l'inici de l'erupció del volcà Katla, poques persones queden vivint a la propera ciutat de Vík, on les inundacions i la pluja constant de cendra han convertit el dia a dia en dures condicions. La sobtada aparició d’una dona perduda i coberta completament de cendra serà el primer d’un seguit d’estranys esdeveniments que trastoquen el fràgil equilibri de la comunitat; mentrestant, un vulcanòleg de Reykjavík intenta donar sentit a les inquietants dades que provenen del Katla.

## Repartiment
- Guðrún Eyfjörð com a Gríma
- Íris Tanja Flygenring	com a Ása, germana desapareguda de la Gríma.
- Ingvar Sigurdsson	com a Þór, pare de la Gríma i l'Ása.
- Aliette Opheim com a Gunhild
- Þorsteinn Bachmann com a Gísli, policia de Vík.
- Haraldur Stefansson com a Einar
- Sólveig Arnarsdóttir com a Magnea
- Baltasar Breki Samper com a Kjartan
- Birgitta Birgisdóttir	com a Rakel
- Björn Thors	Björn Thors	com a Darri
- Helga Braga Jónsdóttir com a Vigdís
- Aldís Amah Hamilton com a Eyja
- Björn Ingi Hilmarsson	com a Leifur
- Guðrún Gísladóttir com a Bergrún
- Jóhanna Friðrika Sæmundsdóttir com a Brynja

## Episodis
| Núm. d'història | Episodi | Títol                                     | Direcció           | Guió                 | Data d'estrena     |  |
| --------------- | ------- | ----------------------------------------- | ------------------ | -------------------- | ------------------ |  |
| 1               | 1       | "From Under the Glacier" (Undan Jöklinum) | Baltasar Kormákur  | Sigurjón Kjartansson | 17 de juny de 2021 |  |
|                 |         |                                           |                    |                      |                    |  |
| 2               | 2       | "Ása"                                     | Baltasar Kormákur  | Lilja Sigurðardóttir | 17 de juny de 2021 |  |
|                 |         |                                           |                    |                      |                    |  |
| 3               | 3       | "The Mother" (Móðirin)                    | Baltasar Kormákur  | Davíð Már Stefánsson | 17 de juny de 2021 |  |
|                 |         |                                           |                    |                      |                    |  |
| 4               | 4       | "This is Not Him" (Þetta er ekki hann)    | Þóra Hilmarsdóttir | Sigurjón Kjartansson | 17 de juny de 2021 |  |
|                 |         |                                           |                    |                      |                    |  |
| 5               | 5       | "Northerly Winds" (Norðanátt)             | Börkur Sigþórsson  | Baltasar Kormákur    | 17 de juny de 2021 |  |
|                 |         |                                           |                    |                      |                    |  |
| 6               | 6       | "Gríma"                                   | Börkur Sigþórsson  | Baltasar Kormákur    | 17 de juny de 2021 |  |
|                 |         |                                           |                    |                      |                    |  |
| 7               | 7       | "The Rock" (Steinninn)                    | Börkur Sigþórsson  | Baltasar Kormákur    | 17 de juny de 2021 |  |
|                 |         |                                           |                    |                      |                    |  |
| 8               | 8       | "I Am You" (Ég er þú)                     | Baltasar Kormákur  | Sigurjón Kjartansson | 17 de juny de 2021 |  |

## Producció
Baltasar Kormákur va desenvolupar la sèrie amb l'ajut de l'estudi RVK, del qual és propietari, al llarg de diversos anys fins que va portar el projecte al Festival Internacional de Cinema de Berlín de 2017 on trobà el suport necessari.